# Carlos Andradas Heranz
Carlos Andradas Heranz (Reus, Tarragona, 1956) és un matemàtic català, rector de la Universitat Complutense de Madrid des de 2015.

## Biografia
Es llicencià en ciències exactes a la Universitat Complutense de Madrid en 1978, on es doctorà en 1982 amb la tesi Valoraciones reales en cuerpos reales de funciones. Va fer un post doctorat en 1983 a la Universitat de Nou Mèxic. Des de 1983 ja format part de projectes de recerca dins del grup reconegut per la UCM dedicat a la geometria algebraica i analítica real. Ha estat coordinador estatal de dos projectes europeus, ha estat també membre de diverses Accions Integrades Hispano-Alemanyes i Hispano-Italianes, en alguna d'elles com a investigador principal.
Ha estat professor visitant a les Universitats de Berkeley, Stanford i Harvard i ha realitzat estades de recerca a les Universitats de Rennes, Pisa, Dortmund i Münster i en el Mathematical Sciencie Research Institute (MSRI) de Berkeley. En 1997 va obtenir la càtedra d'àlgebra de la Universitat Complutense de Madrid. Ha estat president de la Reial Societat Matemàtica Espanyola (2000-2006) També en 2006 va ser part del comitè organitzador del Congrés Internacional de Matemàtics de 2006. Ha estat president de la Confederació de Societats Científiques Espanyoles (COSCE) des de juny de 2011 fins al 27 de març de 2015 quan el va succeir Nazario Martin León. Des de novembre de 2012 és membre del consell assessor de Ciència, Tecnologia i Innovació del Ministeri d'Economia i Competitivitat. El maig de 2015 fou escollit nou rector de la Universitat Complutense de Madrid.

## Obres
- Carlos Andradas Heranz (1983). Valoraciones reales en cuerpos reales de funciones. Madrid Ed.Editorial de la Universidad Complutense. Madrid 162p.
- Carlos Andradas Heranz,Jesus M. Ruiz,Ludwig Brocke (1996). Constructible Sets in Real Geometry. Madrid Ed.Springer-Verlag Berlin and Heidelberg GmbH & Co. KG. Berlin. ISBN 3642800262
- Carlos Andradas, Ricardo Peña (2000). La informática a toda mega. Madrid Ed.SM . 125p. ISBN 84-348-7370-2
- Carlos Andradas Heranz (2002). Lo que usted estudió y nunca debió olvidar de "Matemáticas". Madrid Ed.Acento. 237p. ISBN 84-483-0588-4
- Carlos Andradas Heranz (2005). Póngame un kilo de matemáticas. Madrid Ed. SM. 128p. ISBN 9788434871557